# Serviërs in Noord-Macedonië
Met Serviërs in Noord-Macedonië (Macedonisch: Србите во Северна Македонија; Servisch: Срби у Северној Македонији, Srbi u Severnoj Makedoniji) worden de in Noord-Macedonië wonende etnische Serviërs aangeduid. De Serviërs zijn al van in de late middeleeuwen aanwezig op het huidig grondgebied.

## Geschiedenis
Tijdens de Tweede Wereldoorlog werden tienduizenden Serviërs, die al eeuwen in Veles en Skopje leefden, massaal naar Servië gedeporteerd door de Binnenlandse Macedonische Revolutionaire Organisatie. In 1944 verlieten nog eens duizenden Serviërs het land nadat ze geopteerd hadden voor de nationaliteit van de Socialistische Republiek Servië. Desalniettemin bleef een relatief grote Servische minderheid achter in de dunbevolkte en afgelegen plattelandsgebieden van de Socialistische Republiek Macedonië. In Vratnica, een klein dorpje in de buurt van Tetovo, vroegen Servische boeren aan de Joegoslavische regering om onderdeel uit te maken van Servië. De Macedonische overheid sloeg deze groepen echter met grof geweld neer. Een groot deel van de Servische Macedoniërs kwam niet opdagen tijdens het referendum voor de onafhankelijkheid van Macedonië.

## Aantal
De meest recente volkstelling in Noord-Macedonië, gehouden op 5 september 2021, registreerde 23.847 etnische Serviërs in het land, oftewel 1,3% van de Macedonische bevolking. Dit is een daling ten opzichte van 35.939 etnische Seviërs in de volkstelling van 2002, hetgeen resulteert in een jaarlijkse bevolkingsgroei van -2,14% voor de periode 2002 tot en met 2021. In een periode van vijftig jaar, tussen 1971 en 2021, is het aantal Serviërs in het land gehalveerd van 46.465 personen naar 23.847 personen.
|                  | 1948      | 1948  | 1961      | 1961  | 1971      | 1971  | 1981      | 1981  | 1991      | 1991  | 2002      | 2002  | 2021      | 2021  |
| ---------------- | --------- | ----- | --------- | ----- | --------- | ----- | --------- | ----- | --------- | ----- | --------- | ----- | --------- | ----- |
| Etnische groep   | Aantal    | %     | Aantal    | %     | Aantal    | %     | Aantal    | %     | Aantal    | %     | Aantal    | %     | Aantal    | %     |
| Serviërs         | 35.112    | 2,7   | 42.728    | 3,0   | 46.465    | 2,8   | 44.613    | 2,3   | 42.775    | 2,1   | 35.939    | 1,8   | 23.847    | 1,3   |
| Totale bevolking | 1.304.514 | 100,0 | 1.406.003 | 100,0 | 1.647.308 | 100,0 | 1.909.136 | 100,0 | 2.033.964 | 100,0 | 2.022.547 | 100,0 | 1.836.713 | 100,0 |

De Serviërs in Noord-Macedonië wonen voornamelijk langs de noordelijke grens met Servië. Ze vormen aanzienlijke minderheden in Kumanovo en Skopje. Daarnaast zijn er ook nog significante aantallen in de zuidoostelijke regio's, zoals Gevgelija en Dojran. Desalniettemin is de gemeente Čučer-Sandevo, met 2.426 etnische Serviërs in 2002, de gemeente met het hoogste aandeel Serviërs in het land (met ongeveer 28,6% van de bevolking), gevolgd door Makedonska Kamenica.

## Bekende personen
- Dragoslav Šekularac (1937-2019), voetbalspeler- en trainer
- Tijana Dapčević (3 februari 1976), zangeres